# Phenanthroline
Phenanthroline (phen) là một hợp chất hữu cơ dị vòng. Nó là một chất rắn màu trắng hòa tan trong dung môi hữu cơ. Nó được sử dụng như một phối tử trong hóa học phối hợp, tạo thành các phức chất mạnh với hầu hết các ion kim loại.

## Tổng hợp
Phenanthroline có thể được chuẩn bị bởi hai liên tiếp phản ứng Skraup của glycerol với o-phenylenediamine, xúc tác bởi axit sulfuric, và một tác nhân oxy hóa, truyền thống dung dịch axit asen hoặc nitrobenzene. Mất nước glycerol cung cấp cho acrolein ngưng tụ với amin sau đó là một chu kỳ.

## Phối hợp hóa học
Về đặc tính phối hợp của nó, phenanthroline tương tự như 2,2'-bipyridine (bipy) nhưng liên kết kim loại chặt chẽ hơn do các nhà tài trợ nitơ chelat được tổ chức. Phenanthroline tuy nhiên là một nhà tài trợ yếu hơn so với bipy.
Nhiều phức hợp homoleptic được biết đến. Đặc biệt được nghiên cứu tốt là [Fe(phen)3] 2+, được gọi là "ferroin." Nó được sử dụng để xác định trắc quang của Fe (II). Nó được sử dụng như một chỉ thị oxy hóa khử có tiềm năng tiêu chuẩn +1,06 V. Dạng khử màu có màu đỏ đậm và dạng oxy hóa có màu xanh nhạt. Phức hợp màu hồng [Ni (phen) 3 ] 2+ đã được phân giải thành các đồng phân Δ và của nó. Đồng (I) tạo thành [Cu (phen) 2 ] +, là chất phát quang.

### Hóa sinh
Chất tương tự ferroin [Ru(phen)3] 2+ từ lâu đã được biết đến là hoạt tính sinh học.
1,10-Phenanthroline là chất ức chế metallicopeptidase, với một trong những trường hợp quan sát đầu tiên được báo cáo trong carboxypeptidase A. Sự ức chế enzyme xảy ra bằng cách loại bỏ và thải ion kim loại cần thiết cho hoạt động xúc tác, để lại một apoenzyme không hoạt động. 1,10-Phenanthroline nhắm mục tiêu chủ yếu là kẽm metallicopeptidase, với ái lực thấp hơn nhiều đối với calci.

## Liên kết phen
| phối tử                           | pK a           | bình luận / alt. Tên |
| --------------------------------- | -------------- | -------------------- |
| 1,10-phenanthroline               | 4,86           | phen                 |
| 2,2'-bipyridine                   | 4,30           | ít cơ bản hơn phen   |
| 5-nitro-1,10-phenanthroline       | 3.57           |                      |
| 2,9-dimethyl-1,10-phenanthroline  | không xác định | thuốc tân dược       |
| 4,7-dimethyl-1,10-phenanthroline  | 5,97           |                      |
| 4,7-diphenyl-1,10-phenanthroline  | không xác định | tắmophenanthroline   |
| 5,6-dimethyl-1,10-phenanthroline  | 5,20           |                      |
| 3,4,7,8-tetramethylphenanthroline | 6,31           | 3,4,7,8-Me 4 phen    |
| 4,7-dimethoxy-1,10 phenanthroline | 6,45           | 4,7- (MeO) 2 phen    |

Một loạt các dẫn xuất thay thế của phen đã được kiểm tra như phối tử. Các chất thay thế ở vị trí 2.9 tạo ra sự bảo vệ cho kim loại đính kèm, ức chế sự liên kết của nhiều chất tương đương của phenanthroline. Bản thân phen tạo thành phức chất loại [M (phen) 3 ] Cl 2 khi được xử lý bằng dihalua kim loại (M = Fe, Co, Ni). Ngược lại, neocuproine và Bathocuproine tạo thành các phức 1: 1 như [Ni (neo/Batho-cuproine) Cl 2 ] 2.

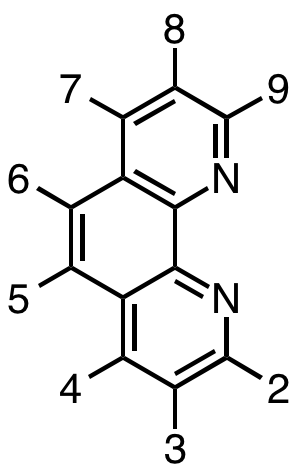
Đánh số cho các dẫn xuất 1,10-phenanthroline.

## Một chỉ số cho thuốc thử alkyllithium
Thuốc thử alkyllithium tạo thành các dẫn xuất có màu đậm với phenanthroline. Hàm lượng alkyllithium của các dung dịch có thể được xác định bằng cách xử lý các thuốc thử như vậy với một lượng nhỏ phenanthroline (khoảng 1 mg) sau đó chuẩn độ bằng rượu đến điểm cuối không màu. Thuốc thử Grignard có thể được chuẩn độ tương tự.